# 湖首大学
湖头大学（英语: Lakehead University）是坐落在加拿大安大略省雷湾的一座小型公立研究型大学。除了雷湾的主校区外，还在安大略的Orillia有一分校区。

## 历史
学校始建于1946年，建校初以湖首技术学院为名，1965年升格为大学。现今雷湾主校区有学生7300名，Orillia校区有学生1100名左右。